# Impatiens betsomangae
Impatiens betsomangae är en balsaminväxtart som beskrevs av Fischer och Raheliv. Impatiens betsomangae ingår i släktet balsaminer, och familjen balsaminväxter. Inga underarter finns listade i Catalogue of Life.